# Uniwersytet w Clemson
Uniwersytet w Clemson (ang. Clemson University) – amerykański uniwersytet publiczny w mieście Clemson w stanie Karolina Południowa, założony w 1889 roku.

W 2017 kształciło się na nim ponad 24 tysiące studentów. W 2018 zatrudniał około 1400 pracowników naukowych.

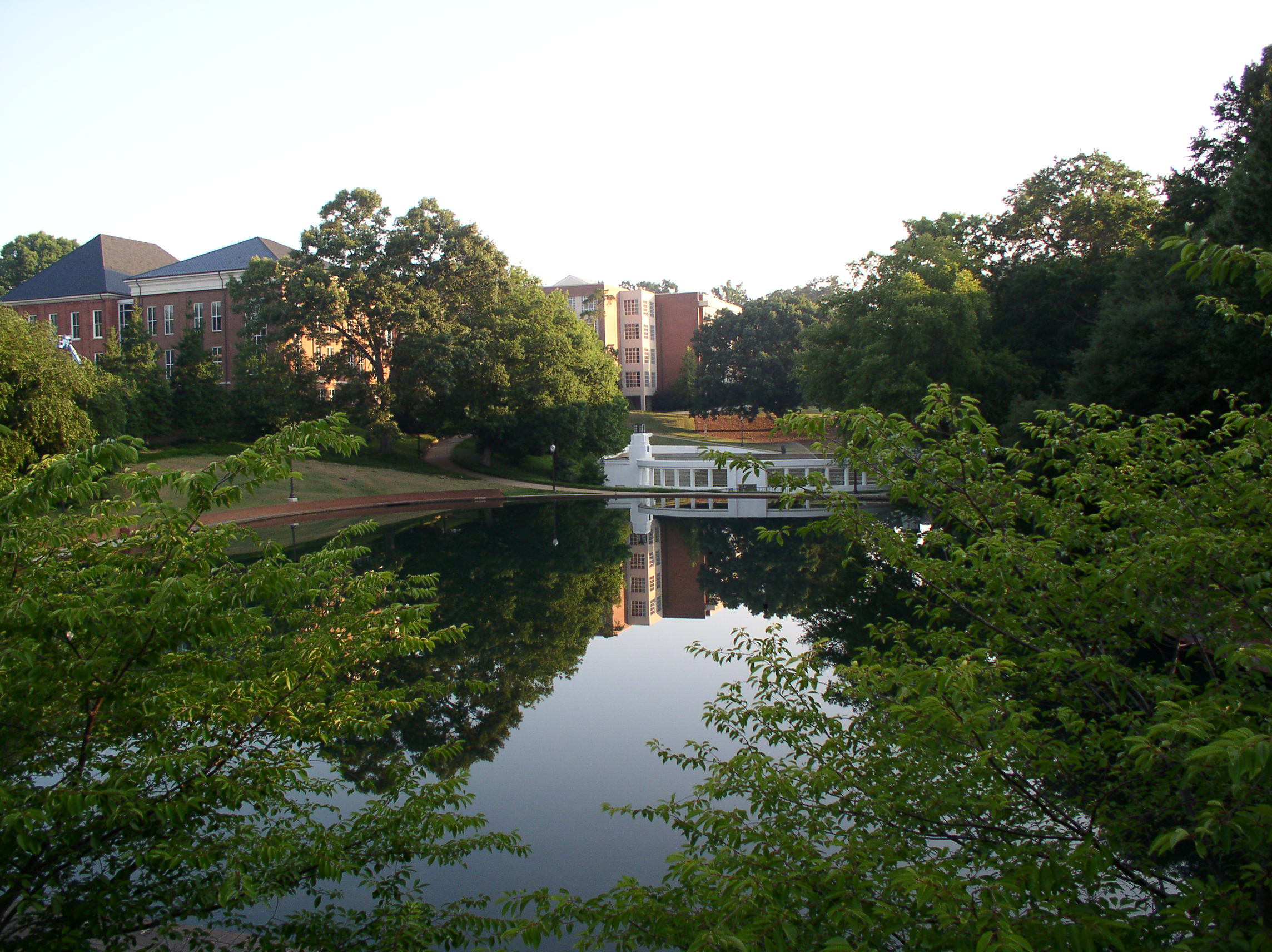
Kampus Uniwersytetu w Clemson (widoczny amfiteatr)